# فلوریژن
فلوریژن
بسیاری از گیاهان برای گلدهی منتظر فرارسیدن روزهایی با مدت مناسب می‌مانند. اصولاً گیاهان مختلف برای گلدهی به طول روزهای مختلفی احتیاج دارند که به سه گروه تقسیم‌بندی می‌شوند:
1. گیاهان روز بلند LDP
2. گیاهان روز کوتاه SDP
3. گیاهان بی‌تفاوت DNP

عامل مهم در گلدهی نسبت کربن به نیتروژن است. هرچه این نسبت بالاترباشد گلدهی افزایش خواهد یافت هورمون گلدهی فلوریژن (گاردنر و آلارد .۱۹۳۵) درصورت استفاده منجر به افزایش کربوهیدرات شده و این هورمون بعد ازتشکیل برگ‌ها از طریق آوندهای آبکش به جوانه‌ها منتقل و سبب گل انگیزی می‌شود.
هورمون گلدهی، سیگنال شیمیایی است که باعث شکل‌گیری جوانه‌ها می‌شود. وقتی که یک گیاه به یک نقطه خاص از رشد خود می‌رسد، آماده گلدهی می‌شود. این مرحله به نام anthogenesis. Florigen است. به منظور آغاز و آماده‌سازی هورمون گلدهی را به بالای ساقه می‌فرستد و ژن مسئول ساخت گل فعال می‌شود هورمون گل‌دهی هورمونی‌ست که در برگ‌های گیاهان به وجود می‌آید با تغییرات طول روز و شب، تغییر در مدت زمان دریافت امواج نورانی با طول موجهای خاص (660 nm و 730nm) و تغییرات دمایی یک سلسله پروتئین‌های (FT - FT1 - FLC) برهم کنش خواهند نمود و در نهایت در مریستم انتهایی تجمع پروتئینی موجب بیان ژن گل انگیزی می‌شود و در این مکان سلول‌های بنیادی به جای تولید برگ و میان گره اقدام به تولید غنچه گل خواهد نمود که فرایند گلدهی آغاز می‌شود.

## کاربرد تجاری
در کشور تایلند با کاربرد vernalin و florigen گل‌های خارج از فصل تولید می‌کنند که موجب:
جلوگیری از گل‌های شاخه بریده مازاد در فصل
جلوگیری از اتلاف و فساد گل‌های شاخه بریده مازاد
اجتناب از خطر بیماری‌های همه گیر
توزیع اشتغال در سراسر سال
افزایش درآمد کشاورزان
کاهش واردات و اصلاح تراز تجاری
جلب رضایت مشتریان در زمان نیاز دارد